# L'ora di Hitchcock
(Introduzione di tutti gli episodi)
L'ora di Hitchcock (The Alfred Hitchcock Hour) è una serie televisiva statunitense creata da Alfred Hitchcock, andata in onda dal 1962 al 1965, che prese il posto della precedente Alfred Hitchcock presenta.
La serie fu così chiamata poiché la durata di ciascun episodio era di cinquanta minuti anziché solo venticinque come nelle precedenti sette stagioni.
La serie vanta autori quali Charles Beaumont, Richard Matheson, Robert Bloch, James Bridges, Ray Bradbury e registi come William Friedkin e Sydney Pollack. Tra i compositori si ricorda Bernard Herrmann, responsabile per le musiche nelle ultime due stagioni.

## Episodi
| Stagione         | Episodi | Prima TV originale | Prima TV Italia |
| ---------------- | ------- | ------------------ | --------------- |
| Prima stagione   | 32      | 1962-1963          | -               |
| Seconda stagione | 32      | 1963-1964          | -               |
| Terza stagione   | 29      | 1964-1965          | -               |

Come nella serie precedente, ogni episodio è presentato da Hitchcock.
In totale furono trasmessi 93 episodi.
Gli episodi sono caratterizzati da elementi e soggetti tipici della letteratura di genere, con spunti a volte soprannaturali e comunque sempre incentrati sul mistero e l'imprevisto.

## Guest star
Molti attori famosi hanno recitato nei vari episodi; alcuni di essi sono:
Robert Redford, Vera Miles, John Cassavetes, Christopher Lee, Jeffrey Hunter, James Mason, Michael Parks, Alan Napier, Anne Francis, James Gregory, Richard Kiley, Henry Silva, Charles McGraw, Angie Dickinson, Roddy McDowall, Robert Loggia, Bruce Dern, David Carradine, Peter Falk, Dean Stockwell, Joan Fontaine, Peter Graves, Martin Landau, Leslie Nielsen, David White, John Gavin, Anne Baxter, James Caan, Peter Fonda, Dan O'Herlihy, Frank Gorshin, Kevin McCarthy, Elsa Lanchester, Telly Savalas, Gloria Swanson, Kim Hunter, Vincent Price 